# Білявський (герб)
Білявський — український та польський шляхетський герб, підтверджений австрійською владою після поділу Речі Посполитої.

## Опис герба
Щит розділений лівим золотим скосом. Зліва-вгорі, у червоному полі, срібне перо по діагоналі перехрещується зі срібним мечем із золотим руків'ям.
У другому, справа-нижньому, блакитному полі, з-за срібних гір визирає золоте сонечко.
На нашоломнику: червона троянда із золотим центром і зеленим листям між двома крилами орла; зправа з червоно-білою смугою, лзіва з золото-синьою смугою.
Намет праворуч червоний, обшитий сріблом, а ліворуч синій, обшитий золотом.
Герб належав роду Білявських.

Герб також був підтверджений підполковнику Йосипу Білявському, разом із шляхетським титулом (Edler von) і додаванням до прізвища von Tarnowród, у Галичині в 1917 році.